# Cueva de Gosu
Cueva de Gosu (en coreano: 고수동굴; también escrita como Cueva de Kosu) es una cueva de piedra caliza enorme cerca de Danyang (Provincia de Chungcheong del Norte), en el país asiático de Corea del Sur y que se estima se formó hace más de 450 millones de años. Es una de los mejores cuevas naturales y una de las más conocidas en Corea, llamada el "palacio subterráneo" por su impresionante belleza natural. La cueva de Gosur está registrada como el "Monumento Natural N º 256" del país.
"Gosu" significa en coreano "campo de cañas altas", nombre que viene del uso que se le dio el pasado como almacén de hierbas.